# 아지타 하지안
아지타 하지안(페르시아어: آزیتا حاجیان, 영어: Azita Hajian, 1958년 1월 10일 ~ )는 이란의 배우이다. 2000년 파즈르 국제 영화제 여우주연상 수상자이다.